# Сабаб
Сабаб (араб. سبب‎ [сабаб] — букв. «причина») — в исламском каламе причина, посредством которой осуществляется тот или иной процесс или действие. По представлениям мусульман, Аллах творит посредством тех или иных причин. Эти причины не являются сами по себе творящими, а управляются непосредственно Аллахом.

## Талисманы
Слово «сабаб» может использоваться в значении слова «талисман». Обычно сабабы представляют собой предметы, на котором написаны аяты из Корана и различные молитвы (дуа). Такие «талисманы» несут риск стать причиной отвержения того, для чего они написаны. Надевая сабаб, каждый мусульманин должен знать, что ничего не происходит без воли Аллаха, а если он думает, что сабаб обладает какой-то силой без могущества и воли Аллаха, то он впадает в неверие (куфр).
Сабабы дозволены при наличии трёх условий:
1. На них должна приводиться речь Аллаха, Его имена и эпитеты, или молитва (дуа).
2. Аяты из Корана должны быть на арабском языке, а молитва (дуа) — на любом другом понятном языке.
3. Носящий сабаб должен быть убеждён в том, что помогает только Аллах, а сабабы являются всего лишь средством помощи[3].